# 宁文鑫
宁文鑫（1985年6月—），山西榆次人，汉族，中国共产党党员。中华人民共和国政治人物。现任山西省大同市云州区委书记。